# Barry J. Marshall
Barry James Marshall (Kalgoorlie, 30 settembre 1951) è un medico australiano e docente di microbiologia clinica all'Università dell'Australia Occidentale di Perth.
Noto per aver dimostrato che il batterio Helicobacter pylori è la causa dell'ulcera gastrica (confutando decenni di dottrina medica che sosteneva che le ulcere fossero causate da stress, cibo piccante ed eccesso di acido), ha ottenuto per questo motivo il premio Nobel per la medicina 2005 insieme con Robin Warren.

## Biografia
Marshall completò i suoi studi medici all'Università dell'Australia occidentale nel 1974. Incontrò Robin Warren, un patologo che si interessava di disturbi gastrici, durante i corsi di medicina interna al Royal Perth Hospital nel 1981. I due studiarono insieme la presenza di batteri a spirale in caso di gastrite. L'anno successivo iniziarono la coltura dell'Helicobacter pylori e svilupparono la loro ipotesi sulla causa batterica dell'ulcera peptica e del tumore dello stomaco.
La teoria sull'Helicobacter pylori fu messa in ridicolo dall'establishment scientifico, che non credeva che i batteri potessero vivere in un ambiente acido come quello dello stomaco. Per costringere la gente a dare retta alla sua teoria, Marshall bevve una piastra di Petri di batteri, ammalandosi quasi subito di gastrite. I sintomi sparirono dopo due settimane, ma Marshall continuò a prendere antibiotici per uccidere i batteri rimasti su richiesta di sua moglie, visto che l'alitosi è uno dei sintomi dell'infezione.
La malattia e la guarigione di Marshall, basata sulla coltura di organismi estratti da un paziente, rispettava in parte i postulati di Koch per quanto riguarda l'Helicobacter pylori e la gastrite. L'esperimento fu pubblicato sull'Australian Medical Journal nel 1984 ed è tuttora uno degli articoli più citati della rivista australiana.
Dopo aver lavorato all'ospedale di Fremantle, Marshall proseguì le sue ricerche all'Università della Virginia, negli Stati Uniti d'America, prima di tornare in Australia nel 1997. Nel 2005 l'Istituto Karolinska di Stoccolma assegnò a Marshall e Warren il premio Nobel per la medicina con la seguente motivazione: "Per avere scoperto il batterio Helicobacter pylori e il suo ruolo nella gastrite e nell'ulcera peptica". Marshall proseguì i suoi studi sull'Helicobacter pylori e si occupò del laboratorio di biologia molecolare all'Università dell'Australia occidentale. Di recente, Marhsall è stato criticato per aver preso parte a una trasmissione di teleshopping per presentare il libro World's Greatest Treasury of Health Secrets, edito da Bottom Line Press, una casa editrice non specialistica.

## Premi
- 1994 - Warren Alpert Prize
- 1995
  - Premio Albert Lasker per la ricerca clinica
  - Australian Medical Association Award
- 1996 - Gairdner Foundation International Award
- 1997 - Paul Ehrlich Prize
- 1998
  - DR AH Heineken Prize for Medicine di Amsterdam
  - Florey Medal di Canberra
  - Buchanan Medal
- 1999 - Medaglia Benjamin Franklin, Filadelfia
- 2002 - Keio Medical Science Prize
- 2003 - Medaglia australiano del Centenario
- 2005 - Premio Nobel per la medicina

Quando Marshall aveva 21 anni fu campione di yo-yo del suo Stato.

## Frase celebre
- "Everyone was against me, but I knew I was right", "Tutti erano contro di me, ma io sapevo di avere ragione"[3].